# Берингово острво
Берингово острво је највеће острво у групи  Командорских острва у Беринговом мору, површине 1.660 км². Острво припада Русији и дугачко је око 90 км, а широко око 24 км. Налази се источно од полуострва Камчатка. Административно припада Алелутском рејону Камчатске области
Јужни део му је брдовит (751 м) и покривен тундром. На северном делу који је претежно раван расту поларне брезе и врбе. За време краткотрајног лета ту долазе морске видре, фоке (туљани) и морски коњи (моржеви) који се ту легу. 
Име је добио по Витусу Берингу који га је открио и на њему умро у зиму 1741. године. Пре тога звало се Аватесча острво (Awatescha). На острву је 1826. године основано насеље Николскоје које је 2005. године имало 752 становника од којих су око 300 Алеути.